# Бережок (Хвойнинский район)
Бережок — деревня в Хвойнинском муниципальном районе Новгородской области, относится к Кабожскому сельскому поселению. 
Деревня расположена на левом берегу реки Кобожа, на противоположном берегу реки находятся деревни — Сухолжино и Емельяновское. Ближайшая железнодорожная станция на линии Октябрьской железной дороги линии Санкт-Петербург — Мга — Кириши — Неболчи — Хвойная — Пестово — Сонково — Москва (Москва Савел.) в административном центре сельского поселения — посёлке при станции Кабожа, находящемся в 4 км к северо-востоку от деревни.

## Население
| 2009 | 2010 |
| ---- | ---- |
| 8    | ↘3   |